# 37 Фідес
37 Фідес або 37 Фідея (37 Fides) — астероїд головного поясу, відкритий 5 жовтня 1855 року.
Тіссеранів параметр щодо Юпітера — 3,370.